# ENTPD1
ENTPD1, или Эктонуклеозидтрифосфатдифосфогидролаза 1 (англ. Ectonucleoside triphosphate diphosphohydrolase-1; CD39; КФ: 3.6.1.5) — фермент, локализованный на клеточной поверхности с каталитическим центром, обращённым во внеклеточную среду, принадлежит к семейству эктонуклеотидаз GDA1/CD39. Продукт гена человека ENTPD1. Фермент катализирует гидролиз γ- и β-фосфатных остатков трифосфо- и дифосфонуклеотидов до соответствующих монофосфонуклеотидных производных. 

## Функции
В нервной системе гидролизует АТФ и другие нуклеотиды и регулирует пуриноэргическую нейротрансмиссию. Может участвовать в предотвращении агрегации тромбоцитов гидролизуя тромбоцитарный активатор АДФ до АМФ. Гидролизует лиганды рецептора P2, а именно АТФ, АДФ, УТФ и УДФ с одинаковой эффективностью и, таким образом, влияет на активность и функции рецептора.

## Структура
Зрелая форма белка состоит из 510 аминокислот, молекулярная масса — 58 кДа. Является гомодимером с мономерами, связанными между собой дисульфидной связью.